# Oerend Hard (televisieprogramma)
Oerend Hard was een televisieprogramma op SBS6 over boerenfeesten op het platteland.
Oerend Hard was het eerste televisieprogramma van productiebedrijf  Noordkaap TV Producties dat op de Nederlandse landelijke televisie te zien was. Het programma ging over boerenfeesten zoals de Zwarte Cross, popfestivals, stropdaszuipen, Pompdagen Heino, enzovoort. De titel Oerend Hard verwijst naar de single van Normaal.
In 2001 was Oerend Hard te zien op V8 (het huidige Veronica) onder de naam Nederland Gaat Plat. In 2006 en 2009 was het programma nogmaals te zien op SBS6.